# Kolonia Starkowo
Kolonia Starkowo – nieoficjalna kolonia wsi Starkowo w Polsce położona w województwie pomorskim, w powiecie słupskim, w gminie Ustka.
Osada wchodzi w skład sołectwa Starkowo.
W latach 1975–1998 miejscowość administracyjnie należała do województwa słupskiego.
Inne miejscowości o nazwie Starkowo: Starkowo